# Lipotaxia segmentata
Lipotaxia segmentata är en fjärilsart som beskrevs av W. Warren 1907. Lipotaxia segmentata ingår i släktet Lipotaxia och familjen mätare. Inga underarter finns listade i Catalogue of Life.